# Lipowy Dwór
Lipowy Dwór est un village polonais de la voïvodie de Varmie-Mazurie, dans le powiat de Giżycko.